# Ancohuma
Der Berg Ancohuma (auch Jankhouma, Janq'uma; Aymara: Janq'u Uma: weißes Wasser) liegt in den Anden in Bolivien östlich des Titicacasees und im Norden des bolivianischen Regierungssitzes La Paz. Mit 6425 m ist er der dritthöchste Berg Boliviens und der zweithöchste der Cordillera Real. Er gehört zum Bergmassiv des Illampú. Manchmal wird für das Bergmassiv auch der Name Nevado de Sorata verwendet, nach der Kleinstadt Sorata an den Westhängen des Illampú-Massivs.

## Höhe
Angaben über die Höhe des Ancohuma haben in der Vergangenheit zwischen 6550 m und 6423 m geschwankt, und mit 6550 m wäre der Ancohuma noch vor dem Sajama der höchste Berg Boliviens. Im Juli 2005 ist eine 23-köpfige Expedition von „Outpost Wilderness Adventure“ und „Bear Creek Survey Service“ (Colorado, USA) mit Hilfe einer 14 kg schweren GPS-Ausrüstung diesen widersprüchlichen Höhenangaben auf den Grund gegangen. Das Ergebnis ihrer Messungen ist eine Höhenangabe von 6425 m.

## Geographie
Die Cordillera Real besteht aus Tiefengesteinen aus dem Paläozoikum, in die während des Mesozoikums bis in die Zeit des Tertiär weitere Plutonite eindrangen. Diese Plutonite wurden im Tertiär und Quartär durch Erosion freigelegt und bilden heute die Gipfel des Illampú-Massivs und des Illimani.
Der Ancohuma ist ganzjährig mit Schnee bedeckt, die Schneegrenze liegt bei 5500 m.